# Steyr Mannlicher M1901
Steyr Mannlicher M1901 (Штайр Манлихер М1901) — самозарядный пистолет, разработанный в конце XIX века. В пистолете использована конструкция с продольно-скользящим свободным (практически) затвором и неподвижным стволом. Запирание ствола происходит за счёт массы затвора и силы возвратной пружины. Ударно-спусковой механизм одинарного действия. Данный пистолет имел несъёмный магазин, заряжаемый сверху обоймой наподобие Mauser C96. Отличался простотой конструкции.

## Галерея
- Патроны 7,65 мм Mannlicher производства аргентинского DGFM
- Кобура